# Nicolas de Vérone
Nicolas de Vérone (en italien Niccolò da Verona) est un poète italien du XIVe siècle, considéré comme un des principaux représentants de la littérature franco-italienne du Moyen Âge. Quoique les experts parlent de langue franco-vénitienne pour désigner cette production, il déclare dans la Pharsale écrire en « bon français » : « Car çe ne sai nuls home en Paris ne en Valois / Que non die qe ces vers sont feit par buen françois. » .

## Œuvre
On n’a aucun renseignement biographique sûr le concernant. Il se nomme aux vers 1933-1937 de sa Pharsale, désigne son protecteur, Nicolas Ier d’Este, marquis de Ferrare (mort en 1346), tout en donnant la date de composition de ce poème (1343) : 
« Nicholais le rima, dou païs veronois,
Por amor son segnor, de Ferare marchois,
Et cil fu Nicholais, la fleur des Estenois, 
Corant mil e troi cent ans  quarante trois. » .
Il est l’auteur de trois poèmes :
- la Pharsale, poème épique en 3166 alexandrins : si le thème est bien inspiré de celui du poème de Lucain, Nicolas de Vérone suit en fait le texte des Faits des Romains (chapitre XIII et XIV), et sa description de la bataille de Pharsale par laquelle César vainquit Pompée en 48 av. J.-C. devient une allusion au conflit entre les deux prétendants germaniques à l’Empire, Louis IV de Bavière et Frédéric de Habsbourg[3]. Ce poème a la particularité de n’appartenir à aucun des cycles traditionnels de la littérature médiévale. Il est conservé dans un seul manuscrit[4].

- la Passion, en 184 vers (7 laisses d'alexandrins monorimes) est une réécriture en vers des dernières heures du Christ et de sa mort, qui compile des extraits des Évangiles et de citations de l’Ancien Testament.

- La Prise de Pampelune est une chanson de geste, dont il reste un fragment de 6117 alexandrins, qui constitue une suite à la chanson anonyme l’Entrée d'Espagne du début du XIVe siècle, due à un poète padouan. Ces deux chansons sont consacrées à l’expédition de Charlemagne en Espagne, accompagné de Roland ; elles ont été réutilisées par plusieurs poètes italiens du XIVe siècle et sont à l'origine des poèmes de Boiardo et de l'Arioste [5].

### Éditions
- Franca Di Ninni, Niccolò da Verona : Opere, Marsili Editori, Venise, 1992.
- Adolfo Mussafia, La Prise de Pampelune. Ein altfranzösisches Gedicht, Carl Gerold, Vienne, 1864, sur Google Books

### Études
- René Specht, Recherches sur Nicolas de Vérone : contribution à l'étude de la littérature franco-italienne du quatorzième siècle, Peter Lang, Berne et Frankfort, 1982.
- Robert Massart, « Contribution à l'étude du vocabulaire de Nicolas de Vérone », dans Mélanges de linguistique romane et de philologie médiévale offerts à M. Maurice Delbouille, professeur à l'Université de Liège, Duculot, Gembloux, 1964, t. 1, p. 421-450.
- Christine Ruby, « Nicolas de Vérone », dans Robert Bossuat, Louis Pichard et Guy Raynaud de Lage (dir.), Dictionnaire des lettres françaises, t. 1 : Moyen Âge, éd. entièrement revue et mise à jour sous la dir. de Geneviève Hasenohr et Michel Zink, Fayard, Paris, 1992, p. 1068-1069.
- F. Riva, « Letteratura franco-italiana (Niccolò da Verona ; Raffaele da Verona) », dans In Verona e il suo territorio, 2, 1964, p. 467-474.